# ستان راندال
ستان راندال هو سياسي كندي، ولد في 1 فبراير 1908 في تورونتو في كندا، وتوفي في 13 ديسمبر 1989. حزبياً، نشط في حزب أونتاريو المحافظ التقدمي. وقد انتخب عضو برلمان مقاطعة أونتاريو.